# Tuchyňa
Tuchyňa (bis 1927 slowakisch „Tuchyna“; ungarisch Tohány – bis 1907 Tuchina) ist eine Gemeinde im Nordwesten der Slowakei mit 866 Einwohnern (Stand 31. Dezember 2024), die im Okres Ilava, einem Teil des Trenčiansky kraj, liegt.

## Geographie
Die Gemeinde befindet sich im Nordteil der Weißen Karpaten im Tal des Tovarský potok. Das Ortszentrum liegt auf einer Höhe von 275 m n.m. und ist sieben Kilometer von Ilava sowie 15 Kilometer von Púchov entfernt.
Nachbargemeinden sind Mikušovce im Norden, Dulov im Osten, Pruské im Süden und Westen sowie Vršatské Podhradie im Nordwesten.

## Geschichte
Im Gemeindegebiet von Tuchyňa gab es eine Siedlung der Lausitzer Kultur in der Hallstattzeit sowie der Puchauer Kultur um die Zeitenwende.
Der Ort Tuchyňa wurde zum ersten Mal 1243 als Tuhine schriftlich erwähnt und lag im Herrschaftsgebiet der Burg Vršatec, die hier einen Meierhof betrieb. Teilweise war das Dorf Besitz des örtlichen Landadels. 1598 standen 44 Häuser im Ort, 1720 wohnten hier 29 Steuerzahler. Nach 1720 kam es zu einer Teilung in die selbständigen Orte Panská Tuchyňa (ungarisch Urasági-Tuchina) und Zemianska Tuchyňa (ungarisch Nemes-Tuchina), die sich im Verlauf des 19. Jahrhunderts wieder zusammengeschlossen haben. 1784 hatte Panská Tuchyňa 59 Häuser und 373 Einwohner, 1828 zählte man dort 59 Häuser und 438 Einwohner. In denselben Jahren zählte man in Zemianska Tuchyňa 11 Häuser und 38 Einwohner beziehungsweise 8 Häuser und 92 Einwohner. Haupteinnahmequellen der Bevölkerung waren Landwirtschaft und Obstbau.
Bis 1918 gehörte der im Komitat Trentschin liegende Ort zum Königreich Ungarn und kam danach zur Tschechoslowakei beziehungsweise Slowakei. 1919 gründeten die Einwohner eine genossenschaftliche Obstbrennerei.

## Bevölkerung
| Jahr                | 1994 | 2004    | 2014 | 2024     |
| ------------------- | ---- | ------- | ---- | -------- |
| Anzahl der Personen | 742  | 779     | 779  | 866      |
| Unterschied         |      | +4,98 % | +0 % | +11,16 % |

| Jahr                | 2023 | 2024    |
| ------------------- | ---- | ------- |
| Anzahl der Personen | 862  | 866     |
| Unterschied         |      | +0,46 % |

Nach der Volkszählung 2011 wohnten in Tuchyňa 778 Einwohner, davon 765 Slowaken, drei Tschechen, zwei Polen und ein Rom. Sieben Einwohner machten keine Angabe zur Ethnie.
733 Einwohner bekannten sich zur römisch-katholischen Kirche, sechs Einwohner zur Evangelischen Kirche A. B. und ein Einwohner zur griechisch-katholischen Kirche; zwei Einwohner bekannten sich zu einer anderen Konfession. 18 Einwohner waren konfessionslos und bei 18 Einwohnern wurde die Konfession nicht ermittelt.